# Samisch voetbalelftal (mannen)
Het Samisch voetbalelftal is een team van voetballers dat Lapland vertegenwoordigt bij internationale wedstrijden. Omdat de Sami niet over een eigen staat beschikken, is Sápmi lid van de NF-Board die bestemd is voor de landen die geen lid zijn van de FIFA en de UEFA. Onder auspiciën van de NF-Board werden de Sámi in 2006 eenmaal wereldkampioen voetbal, door in de finale Monaco met 21-1 te kloppen.

## WK historie
| - 2006 - Kampioen - 2008 - Derde plaats - 2009 - Derde plaats |

## Geschiedenis
De Saami zijn van oorsprong een nomadisch volk dat het Noord-Scandinavische Lapland bewoont. Hoewel dit volk Samische talen spreekt en een uitgestrekt leefgebied heeft, beschikt het niet over een eigen staat. Uit cultureel oogpunt heeft de Samische Voetbalassociatie besloten een nationaal voetbalelftal op te richten voor Samische spelers.
Omdat Sápmi geen onafhankelijke staat is, wordt het voetbalelftal niet erkend door de FIFA en de UEFA. Daarom sloot de voetbalassociatie zich aan bij de NF-Board, een voetbalfederatie die bestemd is voor de landen die geen lid kunnen worden van de FIFA en/of geen erkend land zijn.
Onder auspiciën van de wereldvoetbalbond NF-Board nam Sápmi in 2006 voor het eerst deel aan de VIVA wereldkampioenschap voetbal. In Occitanië kwam Sápmi overtuigend door de groepsfase, met winst tegen Zuid-Kameroen, Monaco en gastland Occitanië. In de finale trof Sápmi opnieuw Monaco. Mede dankzij 4 doelpunten van Erik Lamøy, scoorde de Sami in de finale echter 21 keer en behaalde vervolgens na een 21-1 winst haar eerste wereldtitel.
In 2008 trad Sápmi als organisator en titelverdediger aan op het WK 2008. De groepswedstrijden verliepen moeizaam. De laatste wedstrijd in de poule, tegen het Provençaals voetbalelftal, was allesbepalend. Sápmi won echter 4-2, waardoor de Sami in de troostfinale tegen Koerdistan kwam te spelen. Door 3-1 winst won Sápmi de derde plaats op het eindtoernooi.

## Bekende (oud-)spelers

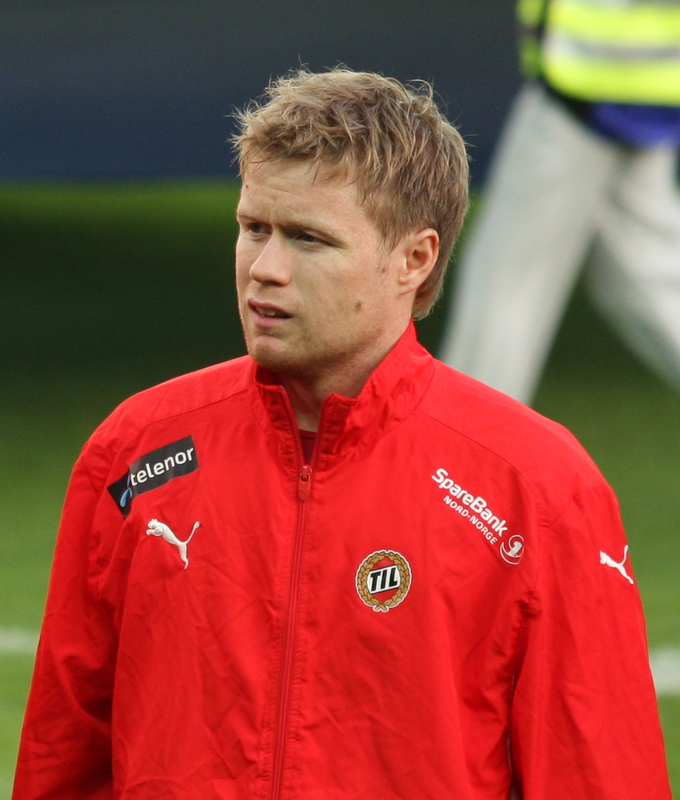
Tom Høgli, Samische middenvelder.

### Finse Saami
- Jari Guttorm

### Noorse Saami
| - Jan Egil Brekke - Erik Lamøy - Jonas Johansen |  | - Steffen Nystrøm - Tom Høgli |

### Zweedse Saami
- Lars Näslund
- Erik Sandvärn